# AltexSoft
AltexSoft — міжнародна компанія, що спеціалізується на технологічному консалтингу та розробці програмного забезпечення. Заснована у 2007 році, компанія нараховує 6 офісів з головним офісом у Харкові, регіональними центрами розробки у Львові та Кременчуці, та представницькими офісами у Сан-Дієго, Атланті, та Гонконзі.

## Діяльність
Компанія займається розробкою та консалтингом у сфері travel-технологій, data science, машинного навчання, UX/UI дизайну. AltexSoft має статус «Золотого партнера Microsoft». Спеціалісти компанії сертифіковані такими галузевими сертифікатами як Magento Certified Developer, AWS, ISTQB, mongoDB, PMP, IBI Agile Analysis, IREB.

## Освітні ініціативи
AltexSoft активно співпрацює з вищими навчальними закладами та популяризує технологічну освіту серед молоді. Компанія створила такі освітні ініціативи як безкоштовні курси програмування AltexSoft Lab, спільний проєкт з Кременчуцьким національним університетом, AI Хакатон, присвячений проєктам у сфері комп'ютерних наук, data science та штучного інтелекту, і Advanced IT Talents, проєкт для студентів не технологічних спеціальностей, проведений спільно з Харківським національним університетом радіоелектроніки.

## Конференції
З 2014 року AltexSoft проводить в Харкові AI Ukraine, міжнародну конференцію зі штучного інтелекту і data science. У 2018 році конференція AI Ukraine вперше була проведена у Києві. З 2013 року компанія проводить в всеукраїнську конференцію IT-Перспектива, присвячену розробці. З 2014 року конференція проводиться за підтримкою Кременчуцького національного університету.

## Членство в IT-Кластерах
З 2014 року компанія входить у львівський IT-Cluster. У 2015 році AltexSoft стала співзасновником Kharkiv IT-Cluster. Президент компанії Олександр Медовий є головою наглядацької ради. У складі Kharkiv IT-Cluster, компанія працює над різними ініціативами, від покращення умов життя людей, що працюють в індустрії IT, до розвитку бізнес-клімату у регіоні.
У 2018 році Kharkiv IT-Cluster провів аналіз харківського IT-ринку та його перспектив росту спільно з PricewaterhouseCoopers та IRS-group. Також спільно з Kharkiv IT-Cluster, компанія AltexSoft проводить проєкт Kids2IT, спрямований на популяризацію освіти у сфері IT серед школярів.